# Shimon ben Eleazar
Ne doit pas être confondu avec Eleazar ben Shimon.
Rabbi Shimon ben Eleazar (hébreu : שמעון בן אלעזר) est un docteur de la Mishna de la quatrième génération.

## Éléments biographiques
Sa vie est peu connue, en dehors du fait qu’il est l’un des disciples de Rabbi Meïr, dont il rapporte souvent les enseignements et qu’il semble avoir résidé à Tibériade. Il pourrait, selon une supposition répandue, être le fils de Rabbi Eleazar ben Shammoua mais d’aucuns jugent plus probable que son père était Eleazar ben Yehouda Ish Bartota.
Certains lui attribuent l’anecdote selon laquelle, fraîchement promu, il aurait croisé un homme laid sur la route et s’en serait moqué ; après que celui-ci lui a dit d’aller s’en plaindre à Celui qui l’a ainsi fait, il n’a de cesse d’implorer le pardon de cet homme qui le lui refuse et le dénigre même en public avant d’être convaincu de le lui accorder par les gens du lieu. Rabbi Shimon aurait alors couru en hâte vers la maison d’étude pour délivrer un sermon sur le thème sois souple comme le roseau et non inébranlable comme le cèdre (car celui-ci finit par rompre alors que le roseau se redresse toujours).
Moïse Maïmonide, établissant l’ordre des docteurs de la Mishna par générations, en fait un contemporain de Rabbi Akiva, le maître de Rabbi Meïr. Yom Tov Asevilli suppose alors qu’il y a eu deux Sages de ce nom, avant et après la génération de Rabbi Meïr.

## Œuvre
Il est cité sept fois dans la Mishna mais apparaît souvent dans la Tossefta et les baraïtot (traditions tannaïtiques non incluses dans la Mishna) rapportées dans le Talmud.
En matière de Halakha, il apparaît souvent comme le contradicteur de Juda Hanassi. Il enseigne par ailleurs que le prosélyte converti après Pessa'h doit réaliser la seconde pâque comme tout citoyen israélite qui aurait été empêché de réaliser la première pour un motif légitime.
Ses enseignements exégétiques et éthiques sont également célèbres. À l’instar de son maître Rabbi Meïr, Rabbi Shimon ben Eleazar polémique souvent avec les Samaritains, prouvant notamment que la doctrine de la résurrection est enseignée dans le Pentateuque. Il est aussi l’auteur d’une règle herméneutique, statuant que dans un passage où certaines lettres ou certains mots sont ponctués, l’interprétation doit se faire selon la majorité : si les lettres ponctuées excèdent les lettres non-ponctuées, elles doivent être interprétées mais dans le cas inverse, il faut interpréter selon les lettres non-ponctuées.
Rabbi Shimon enseigne en outre que Lévitique 19:18 (« aime ton prochain comme toi-même : je suis YHWH ») est à comprendre comme un vœu divin : étant le créateur du prochain, Dieu est le plus à même de récompenser celui qui aime autrui et de juger celui qui ne l’aime pas. Cela étant, il vaut mieux réaliser les prescriptions par amour de Dieu que par crainte. Lorsque des jeunes disent de construire et des vieux de détruire, ce sont ces derniers qu’il faut écouter car leur destruction est constructive tandis que la construction des jeunes peut être destructrice, ainsi que l’enseigne l’histoire de Roboam.